# Красненкова Валентина Федорівна
Валентина Федорівна Красненкова (4 листопада 1939, село Ісакли, тепер Ісаклінського району Самарської області, Російська Федерація — після 1994) — радянська діячка, лікар-ординатор Ульяновської обласної лікарні № 1. Член Центральної Ревізійної Комісії КПРС у 1986—1990 роках.

## Життєпис
У 1964 році закінчила Куйбишевський медичний інститут.
У 1964—1967 роках — лікар-невропатолог Красноармійської районної лікарні Куйбишевської області.
У 1967—1970 роках — лікар-невропатолог медсанчастини Куйбишевського машинобудівного заводу та поліклініки № 11 міста Куйбишева (тепер — Самари).
Член КПРС з 1968 року.
У 1970—1971 роках — лікар-невропатолог Ульяновського обласного госпіталю інвалідів Великої вітчизняної війни.
З 1971 року — лікар-ординатор Ульяновської обласної лікарні № 1.
Член Комітету радянських жінок, голова Ульяновської обласної ради жінок.
Потім — на пенсії. Померла в середині 1990-х років після аварії.

## Нагороди і звання
- орден «Знак Пошани»
- медалі